# Valdieu-Lutran
Valdieu-Lutran (Duits: Gottesthal-Luttern) is een gemeente in het Franse departement Haut-Rhin in de regio Grand Est. De plaats maakt deel uit van het arrondissement Altkirch. Valdieu-Lutran telde 423 inwoners op 1 januari 2022.

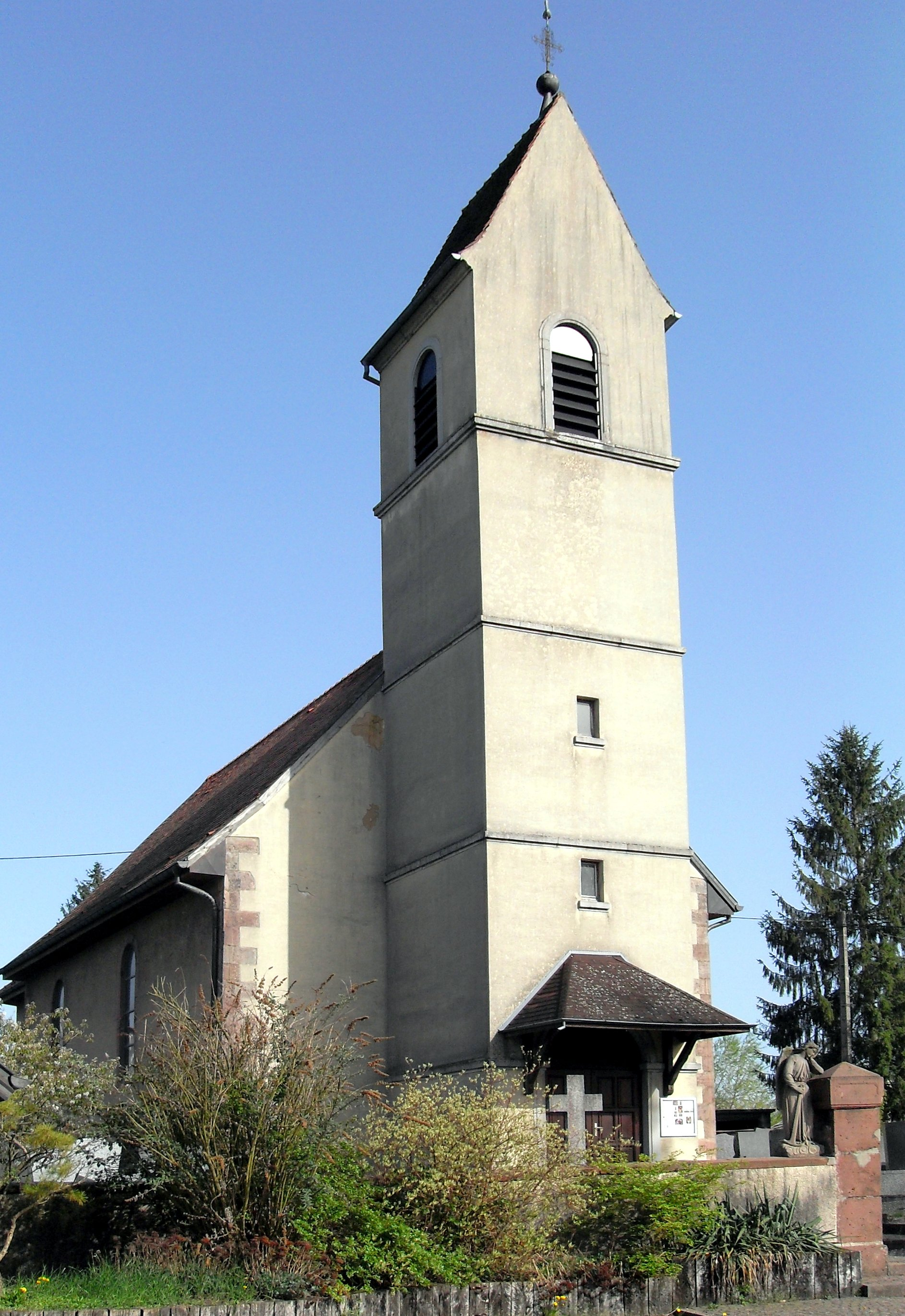
Kerk Saint-Joseph

## Geschiedenis
Oude vermeldingen van Lutran dateren uit de 12de eeuw. In de 13de eeuw werd er een benedictijner abdij gesticht, waarrond Valdieu zich ontwikkelde. De abdij werd rond 1560 verlaten en na de Franse revolutie verkocht en afgebroken.
Op het eind van het ancien régime werd Lutran een gemeente. In 1871 werd Lutran met de rest van het departement bij de Vrede van Frankfurt geannexeerd door Duitsland. Het behoorde toen tot de Kreis Altkirch. Na het Verdrag van Versailles werd het gebied weer Frans.
Begin 1973 werd buurgemeente Valdieu aangehecht bij Lutron (in een "fusion simple"), waarvan de gemeentenaam werd gewijzigde in Valdieu-Lutran.
De gemeente maakte voor 2015 deel uit van het kanton Dannemarie tot het op 22 maart 2015 werd opgeheven en de gemeenten werden opgenomen in het kanton Masevaux, dat sinds 2021 kanton Masevaux-Niederbruck heet.

## Geografie
De oppervlakte van Valdieu-Lutran bedraagt 5,17 vierkante kilometer; Op 1 januari 2022 was de bevolkingsdichtheid 81,8 inwoners per km².
De gemeente bestaat uit de dorpen Lutran en Valdieu. Door Valdieu loopt het Rhône-Rijnkanaal.
De onderstaande kaart toont de ligging van Valdieu-Lutran met de belangrijkste infrastructuur en aangrenzende gemeenten.

## Bezienswaardigheden
- De Saint-Josephkerk in Lutran
- Een deel van een beeldje, dat mogelijks God de Vader voorstelt, werd in 1991 bij opgravingen gevonden. Het dateert uit de middeleeuwen, mogelijk de 15de eeuw. Het werd in 1994 geklasseerd als monument historique.

## Demografie
Onderstaande figuur toont het verloop van het inwonertal.

## Verkeer en vervoer
Bij het dorpscentrum van Valdieu stond het spoorwegstation Valdieu.
Altenach · Ballersdorf · Balschwiller · Bellemagny · Bernwiller · Bourbach-le-Haut · Bréchaumont · Bretten · Buethwiller · Burnhaupt-le-Bas · Burnhaupt-le-Haut · Chavannes-sur-l'Étang · Dannemarie · Diefmatten · Dolleren · Eglingen · Elbach · Éteimbes · Falkwiller · Friesen · Fulleren · Gildwiller · Gommersdorf · Guevenatten · Guewenheim · Hagenbach · Le Haut Soultzbach · Hecken · Hindlingen · Kirchberg · Largitzen · Lauw · Magny · Manspach · Mertzen · Masevaux-Niederbruck · Montreux-Jeune · Montreux-Vieux · Mooslargue · Oberbruck · Pfetterhouse · Retzwiller · Rimbach-près-Masevaux · Romagny · Saint-Cosme · Saint-Ulrich · Sentheim · Seppois-le-Bas · Seppois-le-Haut · Sewen · Sickert · Soppe-le-Bas · Sternenberg · Strueth · Traubach-le-Bas · Traubach-le-Haut · Ueberstrass · Valdieu-Lutran · Wegscheid · Wolfersdorf